# ヴィルジーリオ
ヴィルジーリオ（イタリア語: Virgilio）は、イタリア共和国ロンバルディア州マントヴァ県に存在した、人口約11,000人の基礎自治体（コムーネ）。
2014年2月4日にボルゴフォルテと合併してボルゴ・ヴィルジーリオの一部となった。

## 地理

### 位置・広がり

#### 隣接コムーネ
コムーネとしてのヴィルジーリオは、以下のコムーネと隣接していた。
- バニョーロ・サン・ヴィート
- ボルゴフォルテ
- クルタトーネ
- マントヴァ

### 気候分類
気候分類では、zona E, 2388 GGに分類される。